# 谢锋
谢锋（1964年4月—），男，江苏揚州市江都人，中华人民共和国外交官，現任中华人民共和国驻美利坚合众国特命全权大使（第12任）。

## 生平
谢锋1981年考入外交学院，1986年毕业，获法学学士学位。同年，他进入中华人民共和国外交部西欧司任科员，后获随员衔。1989年，谢锋被派往中国驻马耳他大使馆，期间由随员升为三等秘书。
1993年，谢锋回到中国，在外交部北美大洋洲司美国处工作，期间先后升任副处长、处长。2000年，谢锋前往中国驻美国大使馆工作，先后担任国会处参赞、新闻参赞、使馆发言人。2003年，谢锋再次回到中国工作，出任外交部北美大洋洲司主管中美外交的参赞、副司长。2008年1月，谢锋出任中国驻美国大使馆公使。同年，获得中国人民大学公共管理硕士学位。2010年10月，升任外交部美大司司长。2014年6月，出任中国驻印度尼西亚大使。
2017年6月，接替宋哲出任外交部驻港特派员公署特派员。在2019年反對逃犯條例修訂草案運動期间，谢锋因“敢于斗争”，受到高层认可。
2021年1月13日，奉调离任回京，接替調職的鄭澤光出任負責政策規劃，美大地區，拉美地區事務的外交部副部长。2021年5月13日至17日，外交部副部长谢锋陪同拉美和加勒比驻华使节赴新疆参访。使节团走访了乌鲁木齐、吐鲁番、和田三地，实地考察了新疆社会、经济、文化、民族宗教等方面情况，积极对接新疆拉美合作新机遇。来自拉美和加勒比地区19个国家的23位驻华大使和高级外交官参加。
2021年7月，谢锋在天津与来华访问的美国常务副国务卿舍曼举行会谈，提出两份清单，一份是要求美方纠正其错误对华政策和言行的清单共16项，另一份是中方关切的重点个案清单共10项，包括要求释放孟晚舟。两个月以后，孟晚舟被释放并得以回到中国。
2022年8月，在佩洛西访问台湾后，谢锋两度召见美国驻华大使伯恩斯，对这一问题提出严正交涉。
2023年5月23日，卸任外交部副部长一职，接替秦刚任中国驻美大使一职，赴美履新；当地时间6月30日，谢锋向美国总统拜登递交国书。

## 家庭
已婚，夫人王丹，有一子。